# Lợn xứ Wales
Lợn xứ Wales là một giống lợn bản địa ở xứ Wales. Nó là một giống lợn lớn màu trắng được biết đến với sự cứng rắn của nó trong nuôi ngoài trời (rộng lớn), cơ thể hình quả lê dài của nó và đôi tai của nó. Giống này lần đầu tiên được đề cập trong thập niên 1870, và sau khi báo cáo của Ủy ban Howitt năm 1955, trở thành giống đực phổ biến thứ ba ở Anh sau lợn trắng lớn và lợn Landrace Anh. Lợn Welsh đã trải qua một sự suy giảm về số lượng vào cuối thế kỷ XX vì nhu cầu tiêu dùng đã thay đổi và thịt chúng được coi là quá béo. Năm 2005, giống lợn này được coi là có nguy cơ tuyệt chủng và sau đó được bảo trợ dưới sự bảo trợ của Quỹ tín thác bảo vệ giống hiếm. Kể từ đó con số đã mở rộng một phần, và đến năm 2012, đàn giống đã đăng ký đã tăng lên hơn 1000 con lợn giống này.

## Lịch sử
Lợn có tai cụp đã được nuôi ở xứ Wales từ thời xa xưa. Lợn Welsh đến từ nhiều thị trấn xứ Wales khác nhau. Ở giữa xứ Wales, Montgomery và Cardigan và cũng ở Carmarthen và Pembroke. Các tài liệu tham khảo sớm nhất trong văn học có niên đại từ những năm 1870 khi lợn từ xứ Wales và Shropshire được đưa đến Cheshire để vỗ béo trên các sản phẩm từ sữa. Người ta nói rằng "những con lợn Welsh thường có màu vàng trắng, nhưng một số được phát hiện màu đen và trắng. Các nhà sản xuất sữa (Cheshire) phụ thuộc nhiều hơn vào những người xứ Wales này và những người Salopia tự hào hơn là chăn nuôi. Lợn xứ Welsh tạo ra một giống lớn hơn và thô hơn cả lợn Yorkshire nhỏ.
Nguồn cung thịt xông khói và thịt lợn giảm trong Thế chiến I, khi nhập khẩu chỉ có ở Bắc Mỹ, và vào năm 1918, Hiệp hội Lợn Glamorgan được hình thành ở Nam Xứ Wales, với mục tiêu tăng nguồn cung. Hai năm sau, Hiệp hội lợn xứ Wales miền Tây xứ Wales được thành lập, và sau khi thảo luận, và khi nông dân ở Pembrokeshire, Carmarthenshire và Cardiganshire đang sản xuất một giống lợn tương tự, vào năm 1922 hai xã giống này đã được hợp nhất để hình thành Hiệp hội Lợn xứ Wales. Điều này đã xuất bản cuốn sổ phả hệ đầu tay của mình vào năm 1924. Các hiệp hội được hình thành với mục đích cụ thể là bảo vệ và quảng bá giống lợn Welsh. Mục đích bổ sung là phổ biến thông tin cho thấy lợn xứ Welsh là một lựa chọn tốt cho canh tác thương mại. Năm 1952, Hiệp hội lợn xứ Wales trở thành một thành viên của Hiệp hội các nhà chăn nuôi lợn quốc gia, hiện được biết đến với tên gọi Hiệp hội lợn Anh.
Sau Thế chiến II, số lượng lợn Welsh tăng mạnh khi thức ăn thương mại thích hợp trở nên sẵn có hơn. Giấy phép phát hành cho lợn xứ Wales tăng đáng kể từ 41 năm 1949 lên 1.363 năm 1954. Số lượng lợn nái xứ Welsh phả hệ cũng tăng lên rất nhiều, tăng từ 850 đầu lợn năm 1952 lên 3.736 đầu lợn vào năm 1954. Giống heo này đã trở nên vô cùng phổ biến vào giữa thế kỷ 20 và trở thành giống lợn quan trọng cho ngành chăn nuôi lợn. Ủy ban Howitt được thành lập vào năm 1955 để xem xét tương lai của ngành công nghiệp chăn nuôi lợn tại Vương quốc Anh. Nó khuyên chính phủ nên tập trung sản xuất trên ba giống, lợn lớn trắng, Landrace và lợn Welsh, và điều này dẫn đến sự suy giảm trong các giống bản địa khác.
Vào năm 1973, Hiến chương sống còn của loài hiếm đã được thiết lập để cố gắng ngăn chặn sự tuyệt chủng của nhiều giống vật nuôi truyền thống của Anh. Ngày nay, lợn Welsh không được lưu giữ rộng rãi như một giống thuần chủng nhưng được sử dụng rộng rãi trong các chương trình lai giống. Đến năm 2005, số lượng các giống vật nuôi đã đăng ký đã giảm xuống và lợn Welsh được tuyên bố là "nguy cấp", và sau đó được phân loại lại thành một giống hiếm. Điều này là do những thay đổi trong thói quen tiêu dùng và số lượng lớn các con lợn lai được sản xuất bởi ngành nông nghiệp của công ty, dẫn đến sự suy giảm về số lượng lợn thuần chủng. Trong năm 2008 có 373 con lợn nái đã được đăng ký từ 24 dòng máu, và 108 nam giới đã đăng ký. Đến năm 2012, số lượng đã tăng lên, và có 837 con lợn nái đã đăng ký và 238 con đực đã đăng ký.

## Đặc điểm
Lợn xứ Wales hiện đại có đầu rộng vừa phải với đôi tai như bị mắc kẹt và một cái mũi thẳng. Đôi tai không hoàn toàn mở rộng xa như mõm. Cổ có chiều sâu vừa phải và vai phẳng ở đầu, một cai lưng dài, mạnh mẽ và ngược lại. Các chân trước được đặt cách xa nhau và lồng sườn sâu. Đuôi dày và mịn ở gốc và phần dưới của con vật là thẳng. Chúng có hệ cơ bắp tốt, sườn và bụng dày. Các đùi dưới khỏe mạnh nhưng không nhão, với thịt nguộn chín đều cứng và dày. Chân sau có chiều dài vừa phải, thẳng với xương cứng và xếp cách xa nhau. Da mỏng và không bị nhăn và lớp lông mịn và thẳng. Lợn Welsh thường có màu trắng nhưng đôi khi có một vài đốm đen. Cả hai giới đều có ít nhất mười hai núm vú. Heo thường có trọng lượng khoảng 250 kg (550 lb) và lợn nái khoảng từ 150 đến 200 kg (330 đến 440 lb). Vào thế kỷ XIX, lợn xứ Wales được mô tả là có đôi chân khá dài và là một dọc lưng dao cạo râu trong khi là một con lợn trưởng thành chậm và lông tóc thô. Lợn xứ Welsh là một động vật khỏe mạnh và phát triển mạnh cả trong nhà và trong các hệ thống ngoài trời rộng lớn hơn. 

## Sử dụng
Lợn xứ Welsh được lai tạo thương mại bởi vì nó sản xuất thịt xông khói và thịt lợn chất lượng cao. Nó cung cấp một lượng thịt nạc với một tỷ lệ phần trăm thịt xẻ cao. Nó giữ lại đủ chất béo để sản xuất thịt ngon, có mùi vị nhưng không quá béo. Ngay cả khi được chăm với trọng lượng nặng hơn, nó vẫn tốt. Các ưu điểm khác bao gồm tỷ lệ chuyển hóa thức ăn tốt, khả năng làm mẹ tốt và tỷ lệ sống cao đối với heo con. Lợn nái có thể được sử dụng trong một chương trình nhân giống với lợn đực trắng hoặc Landrace để sản xuất giống lai nhanh, và lợn đực cũng có thể được sử dụng trên các lợn nái giống hiếm khác để tạo ra những con non lớn hơn và phát triển nhanh hơn giống lợi cải tiến